# Brockhausen (Lippetal)
Brockhausen – dzielnica (Ortsteil) wiejskiej gminy Lippetal w powiecie Soest, w kraju związkowym Nadrenia Północna-Westfalia, w rejencji Arnsberg.

## Demografia
Według danych z marca 2023 roku w Brockhausen mieszkało 376 mieszkańców. Według danych z marca 2025 roku liczba mieszkańców Brockhausen spadła do 364. 179 mieszkańców to mężczyźni, a 185 to kobiety.

## Geografia

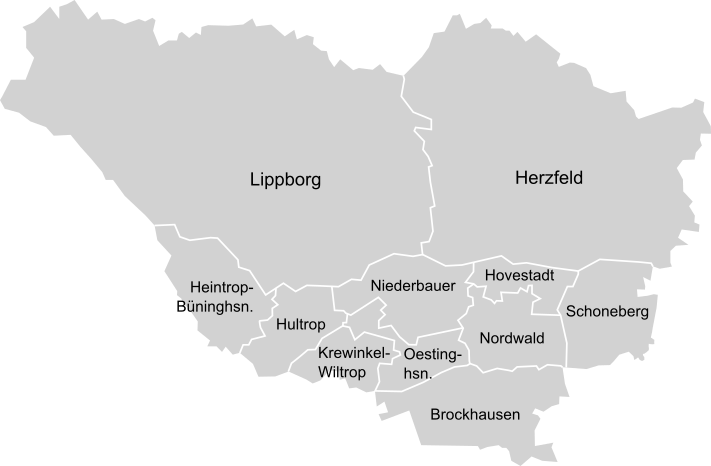
Dzielnice Lippetal

Brockhausen jest najbardziej na południe wysuniętą dzielnicą Lippetal i graniczy z trzema dzielnicami: Nordwald, Oestinghausen i Krewinkel-Wiltrop.

## Edukacja
Na terenie Brockhausen funkcjonuje ewangelidzkie przedszkole, które ofiaruje miejsca dla 25 dzieci w wieku od 3 do 6 lat.